# Морьяго-делла-Батталья
Морьяго-делла-Батталья (итал. Moriago della Battaglia) — коммуна в Италии, располагается в провинции Тревизо области Венеция.
Население составляет 2609 человек, плотность населения составляет 201 чел./км². Занимает площадь 13 км². Почтовый индекс — 31010. Телефонный код — 0438.
Покровителем коммуны почитается святой Леонард Ноблакский, празднование 6 ноября.